# Степанюк Оксана Анатоліївна
Оксана Степанюк (англ. Oksana Stepanyuk; нар. 16 червня 1977) — українська оперна співачка (лірико-колоратурне сопрано, бандуристка-вокалістка. Солістка Токійської опери Фудзівара в Японії. Заслужена артистка України (2011), Посол доброї волі.

## Життєпис
Оксана Степанюк народилася в селі Синява Рокитнянського району Київської області у творчій родині (батько — Анатолій Євгенійович, мати — Ольга Миколаївна).
Екстерном закінчила Рокитнянську музичну школу по класу бандури, сольного співу та фортепіано у 1992 році. До Житомирського музичного училища ім. Віктора Косенка поступила у 1996 році (клас бандури відомого кобзаря Миколи Нечипоренка). Училище закінчила із відзнакою. У 1996 році вступила до Національної музичної академії України ім. Петра Чайковського на оркестрову кафедру (клас професора Сергія Баштана). З 1998 року — паралельне навчання на кафедрі сольного співу (клас народної артистки України Євгенії Мірошниченко).
Оперний дебют відбувся у 2001 році в опері «Царева наречена» Миколи Римського-Корсакова у головній партії Марфи.
Повну вищу освіту отримала у 2002 році по закінченню з відзнакою Національної музичної академії України ім. Петра Чайковського. Кваліфікація — оперна та концертна співачка, концертна виконавиця, викладачка (бандура та сольний спів). Того ж року отримала запрошення до Ватикану на аудієнцію — співати для Папи Римського Івана Павла II.
Міжнародна кар'єра оперної та концертної співачки розпочалася 2003 року із запрошення до Імператорського палацу Японії. Згодом тривають гастролі Україною, Польщею, Німеччиною, Францією, Італією, Чехією, Іраном та Японією (японське турне налічує близько 700 сольних концертів).
У 2010 році Оксана Степанюк прослуховується до японської опери й отримує безстроковий контакт Токійської опери Фудзівара. З 2017 року працює в Японській Оперній Асоціації. Під час сольних концертів завжди виконує українські композиції, завдяки чому ознайомлює японську аудиторію з культурою та традиціями батьківщини.
На честь 20-ї річниці незалежності України, у серпні 2011 року Указом Президента України Оксані Степанюк надано звання «Заслужений артист України». У 2012 році за видатні заслуги та високий професіоналізм ім’я співачки занесено на районну Дошку Пошани «Гордість твоя, Рокитнянщино» у розділ «Видатні земляки».
Акторський дебют Оксани Степанюк відбувся у 2018 році на сцені театру у Мацумото у головній ролі японської драми «Юзуру».

## Творчість
Репертуар Оксани Степанюк складає понад тисячу творів українських та закордонний композиторів — Платон Майборода, Микола Лисенко, Ігор Шамо, Анатолій Кос-Анатольський, Петро Чайковський, Сергій Рахманінов, Вольфганг Амадей Моцарт, Джузеппе Верді, Йоганн Себастьян Бах, Людвіг ван Бетховен, Франц Петер Шуберт, Фридерик Шопен, Йоганн Штраус, Джоаккіно Россіні, Джакомо Пуччіні, Гаетано Доніцетті та інших.
Окрім української, виконує твори англійською, французькою, німецькою, італійською, іспанською, португальською, японською, чеською мовами.
Виступає на японському телебаченні та радіо. Оперна та концертна діяльність відбувається найкращими сценами світу — Tokyo Metropolitan theatre, Kioi Hall, Oji Hall, Tokyo Bunka Kaikan, Orchard Hall Bunkamura (із програмою світових класиків у супроводі симфонічних оркестрів, фортепіано та бандури) та інших. Активно виступає у супроводі провідних оркестрів Японії, зокрема із Токійським симфонічним оркестром, Японським філармонічним оркестром, Tokyo Universal orchestra.
Оперні партії
- Віолетта — «Травіата» Дж. Верді
- Джильда — «Ріголетто» Дж. Верді
- Оскар — «Бал-маскарад» Дж. Верді
- Мікаела — «Кармен» Ж. Бізе
- Мюзетта — «Богема» Дж. Пуччіні
- Марфа — «Царева наречена» М. Римського-Корсакова
- Адіна — «Любовний напій» Г. Доніцетті
- Лючія — «Лючія ді Ламмермур» Г. Доніцетті
- Цариця Ночі — «Чарівна флейта» Моцарта

Кантатно-ораторіальний жанр
- «Карміна Бурана» К. Орфа
- «Реквієм» Моцарта
- «Месія» Г. Генделя
- «Страсті за Матвієм» Й. Баха
- «Симфонія № 9» Л. Бетховена
- «Велика месса до мінор Kv. 427» Моцарта
- «Різдвяна ораторія» Й. Баха

## Дискографія
- 2003 — «Український Соловейко»
- 2006 — «Мир»
- 2011 — «Збираючи свою любов» (японські пісні у виконанні Оксани Степанюк) (яп. «Ai Wo Tsumuide Oksana Stepanyuk. Nihon No Shirabe Wo Utau»)[15]
- 2013 — «Аве Марія» (англ. «Ave Maria») (Label «Mis»)[16]
- 2013 — «Адажіо» (англ. «Adagio») (Label «Mis»)[17]
- 2014 — «Моя Мрія» (англ. «My Dream») (Label «Mis»)[18]

## Визнання та нагороди
- 1992 — Лауреат конкурсу «Молоді таланти» (Київська область, Україна)
- 1998 — Перша премія та лауреат Міжнародного конкурсу виконавців на народних інструментах ім. Гната Хоткевича (м. Харків, Україна)
- 1999 — Лауреат Всеукраїнського конкурсу «Нові імена України»
- 2001 — Перша та третя премії Міжнародного конкурсу-фестивалю (м. Псков, Росія)
- 2002 — Перша премія Міжнародного конкурсу «Музичний світ» (Фівіццано, Італія)
- 2006 — Перша премія конкурсу латинської музики (м. Токіо, Японія)
- 2009 — Краща співачка на XLII прослуховуванні молодих музикантів (м. Токіо, Японія)
- 2009 — Друга премія Міжнародного музичного конкурсу «Брукхарт» (м. Токіо, Японія) (перша премія не присуджувалась)
- 2010 — Перша премія Міжнародного конкурсу «Banri no Choujo» (м. Токіо, Японія)
- 2011 — Перша премія на XXII прослуховуванні (м. Токіо, Японія)
- 2011, 23 серпня — Заслужена артистка України[2]
- 2011 — Перша премія V Міжнародного конкурсу (м. Йокогама, Японія)[1]
- 2013 — Перша премія конкурсу «Chech music» (м. Токіо, Японія)
- 2014 — Гран-прі та золота медаль Міжнародного конкурсу «FUGA» (м. Токіо, Японія)
- 2017 — Лауреатка Першої премії імені Миколи Нечипоренка «За продовження славних традицій кобзарського мистецтва» (м. Житомир, Україна)[5]
- 2019 — Друге почесне місце на вокальному конкурсі оперної співачки Маргарити Гульєльмі та спеціальний приз від примадонни театру «Ла Скала»

## Соціальна та благодійна діяльність
Оксана Степанюк бере участь та проводить соціальні та благодійні проєкти, концерти. Низка проєктів реалізована для спеціалізованого обласного будинку дитини в місті Біла Церква, Рокитнянського районного дитячого будинку «Чебурашка». Започаткований 2011 року проєкт допомоги дітям, постраждалим у наслідок землетрусу та цунамі, існує біль ніж 10 років.
Разом із найвідомішими сучасними українками в галузі культури та громадської діяльності взяла участь в авторському проєкті Катерини Потлової «Славетні жінки княжої доби», який являє собою певний стилізований костюм із прикрасами, корні натхнення яких — в образах княгинь Київської Русі.
У 2019 році Оксана Степанюк отримала нагороду Посол Доброї Волі, що надало змогу брати участь у проєктах, які сприяють встановленню добра та миру в усіх країнах світу.
Спеціальна нагорода за великий внесок у зміцнення дружби між Кіото та Києвом Оксана Степанюк отримала від міського голови міста Кіото.